# Phoneutria
Phoneutria es un género de arácnidos de la familia Ctenidae, llamados arañas errantes brasileñas o arañas del banano. Son arañas agresivas y muy venenosas, que habitan el trópico de América del Sur y Central.

## Descripción
El género Phoneutria se compone de nueve especies. Estas arañas pueden tener una envergadura de 13–15 cm. La longitud de su cuerpo oscila entre 17 y 48 mm. El género se distingue de parientes por la presencia de escópulas densas sobre el pedipalpo en ambos sexos. Phoneutria es fácil de confundir con el género Cupiennius, en las cuales algunas especies también tienen pelos rojos sobre el quelícero.
El nombre arañas errantes se debe a que vaga por el suelo de la jungla en la noche, en lugar de residir en una guarida o mantener una red. Durante el día se ocultan en un montículo de termitas, bajo troncos caídos y rocas, y en plantas de banano y bromelíaceas. P. nigriventer se conoce por ocultarse en lugares oscuros y húmedos en o cerca a las viviendas humanas.
P. nigriventer se aparea durante la temporada seca desde abril a junio, lo cual permite observar con frecuencia la especie durante esta época.
Tiene un despliegue defensivo distintivo en el cual coloca el cuerpo hasta una posición erecta, las dos patas anteriores son levantadas (revelando el notorio patrón de rayas negras de su vientre), mientras que el animal se balancea de lado a lado.

## Distribución
Las arañas del género Phoneutria se hallan desde la selva de Costa Rica hasta el oriente de los Andes suramericanos al norte de Argentina, incluyendo Colombia, Venezuela, Guayana, Ecuador, Perú, Bolivia, Brasil y Paraguay. Dos especies (P. reidyi y P. boliviensis) se distribuyen desde el sur de América Central a la Amazonia, mientras una especie (P. fera) se encuentra en la Amazonia. Las restantes están restringidas a las Mata Atlántica de Argentina, Paraguay y Brasil, incluyendo fragmentos de selva en el Cerrado, Brasil. Phoneutria se ha introducido a Chile y Uruguay.

## Especies
Para 2021, este género contenía nueve especies:
- Phoneutria bahiensis (Simó & Brescovit, 2001) — Selva atlántica de Brasil.
- Phoneutria boliviensis (F. O. Pickard-Cambridge, 1897) — América Central y del Sur
- Phoneutria depilata (Strand, 1909) –  Guatemala, Honduras, Nicaragua, Costa Rica, Panamá, Colombia, Ecuador
- Phoneutria eickstedtae (Martins & Bertani, 2007) — Brasil.
- Phoneutria fera (Perty, 1833) — Ecuador, Perú, Bolivia, Brasil, Surinam, Guyana.
- Phoneutria keyserlingi (F. O. Pickard-Cambridge], 1897) — Selva atlántica de Brasil.
- Phoneutria nigriventer (Keyserling, 1891) — Brasil, norte de Argentina; introducida a Uruguay.
- Phoneutria pertyi (F. O. Pickard-Cambridge, 1897) — Selva atlántica de Brasil.
- Phoneutria reidyi (F. O. Pickard-Cambridge, 1897) — Venezuela, Perú, Brasil, Guyana, Costa Rica.

## Toxicidad

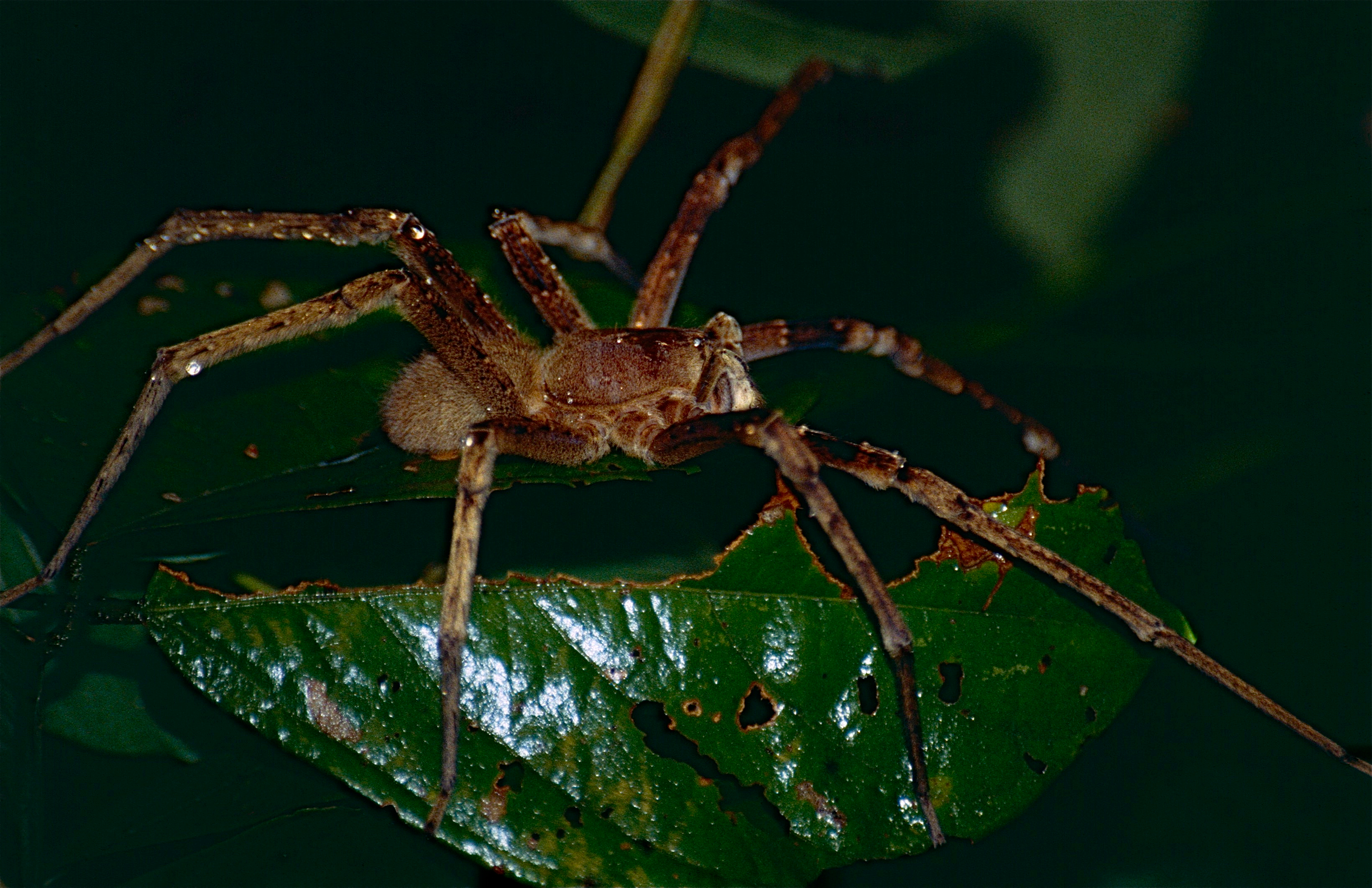
Phoneutria fera.

Phoneutria fera es la especie más venenosa de araña. Su veneno contiene una potente neurotoxina, conocida como PhTx3, la cual actúa como un bloqueador de amplio espectro de los canales de calcio que inhiben la liberación de glutamato, la captación de calcio y la captación de glutamato en las sinapsis. En concentraciones letales, esta neurotoxina causa pérdida del control muscular y dificultad respiratoria, resultando en parálisis y finalmente asfixia. Adicionalmente, el veneno causa intenso dolor e inflamación subsiguientes a la picadura, debido al fuerte efecto excitatorio que el veneno tiene sobre los receptores 5-HT4 de serotonina de la inervación sensorial. Este nivel de estimulación causa una liberación de neuropéptidos como la sustancia P lo cual ocasiona inflamación y dolor.
Aparte de causar un intenso dolor, el veneno también puede causar priapismo en humanos. La erección resultante de la picadura es dolorosa, puede durar varias horas y complicarse con la pérdida de función sexual. Un componente del veneno (Tx2-6) se encuentra bajo investigación por el uso potencial para el tratamiento de la disfunción eréctil.
La cantidad de veneno de P. nigriventer requerido para matar a 20 ratones es de solo 6 μg por vía intravenosa y de 134 μg por vía subcutánea, comparado con 110 μg y 200 μg respectivamente de Latrodectus mactans. Esto ubica al veneno de Phoneutria como una de los más letales en ratones en ensayos de laboratorio. Los ratones de laboratorio experimentan intensas erecciones antes de sucumbir al veneno de P. nigriventer.
La araña errante brasilera (P. fera) aparece en el Libro Guinness de los récords en 2010 como la araña más venenosa del mundo. Sin embargo, a pesar de que la mordedura de P. fera es más tóxica y letal, los casos de ocurrencia son raros. En cambio, P. nigriventer es agente causal de mayor número de muertes por su nivel de agresividad y su ubicación próxima a los centros urbanos.

## Amenaza para los humanos

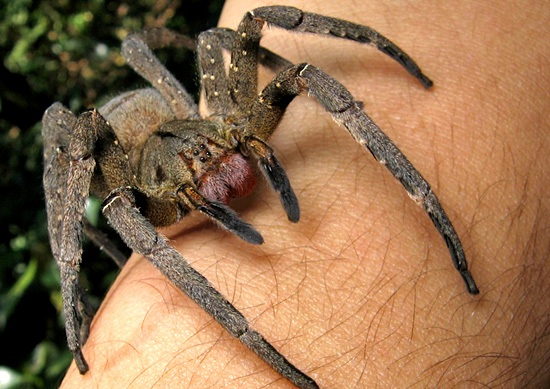
Phoneutria nigriventer.

Phoneutria incluye alguna de las relativamente pocas especies que representan una amenaza para los humanos. La amenaza no se circunscribe solamente a una cuestión de toxicidad, sino que requiere valorar la capacidad de liberar el veneno, la cantidad inoculada, las condiciones para hacer probable un ataque y la proximidad con la morada de las personas. 
Las piezas bucales de la araña están diseñadas para envenenar presas muy pequeñas, por tal motivo no están bien adaptadas para agredir a mamíferos grandes como los humanos. Un estudio realizado en 2009 sugiere que Phoneutria inyecta veneno en aproximadamente un tercio de sus mordidas y solo una pequeña cantidad en una tercera parte de los casos en que inocula veneno. 
De las nueve especies descritas, P. nigriventer y P. fera son las más mencionadas en las publicaciones. P. nigriventer es la especie responsable de la mayoría de los casos de mordeduras en Brasil, debido a su ubicación en zonas populosas del sudeste del país, como São Paulo, Minas Gerais, Río de Janeiro y Espírito Santo. La especie P. fera es nativa de la región norte de América del Sur en la selva amazónica de Brasil, Venezuela, Ecuador, Perú y las Guayanas.

## Comportamiento
El comportamiento de la araña es otra razón para considerarla peligrosa. En regiones densamente pobladas, las especies de Phoneutria usualmente buscan para resguardarse sitios cubiertos y oscuros durante el día, como el interior de viviendas, armarios, coches, botas, cajas y arrumes de madera, ocasionando accidente cuando las personas la molestan. Su otro nombre común se le atribuyó por causa de la tendencia a esconderse en plantaciones de bananos y es ocasionalmente hallada en embarques de bananos. Estas arañas también pueden aparecer en cajas de plátanos enviados a tiendas de abarrotes y tiendas al por menor de todo el mundo. Un caso sucedió en Inglaterra, cuando un espécimen de P. fera trasportada en un embarque mordió a un hombre, que sobrevivió gracias a la atención médica inmediata, tomándole una semana para recobrase de la mordida.
A pesar de su reputación como la araña más mortífera del mundo, existen múltiples estudios que ponen en entredicho su capacidad de producir envenenamiento fatal en humanos, a pesar de que algunas son identificadas como Phoneutrias, pueden ser confundidas fácilmente con otras especies de la familia Lycosidae u otras especies grandes del suborden Araneomorphae. Un estudio sugirió que solo el 2,3% de las mordeduras (principalmente en niños) eran lo suficientemente serias para requerir antiveneno. Sin embargo, otros estudios muestran que la toxicidad del veneno de Phoneutria es notoriamente más virulento que el de Latrodectus y Atrax. Muchos expertos creen que varias arañas como Phoneutria pueden realizar una mordida seca con el propósito de conservar el veneno al contrario de otras especies más primitivas como Atrax que normalmente liberan una descarga total. Sin embargo, hay casos bien documentados de muertes. En uno de ellos, una sola araña mató a dos niños en São Sebastião, Brasil.